# ロレンツォ・バンディーニ
ロレンツォ・バンディーニまたはロレンゾ・バンディーニ（Lorenzo Bandini 、1935年12月21日 - 1967年5月10日）は、イタリア出身の元レーシングドライバー。1963年のル・マン24時間レース優勝者。

## 略歴
当時イタリアの植民地であったリビアでイタリア人の両親の元に生まれ、1939年よりフィレンツェ近郊に在住。15歳のときに父が死去し、家を出て見習いのメカニックとして仕事を始める。
キャリアに関しては、当初はモトクロスレースを行っていたが、その後1957年に四輪に転向。ミッレミリア、フォーミュラ・ジュニアなどに参戦した。

### F1

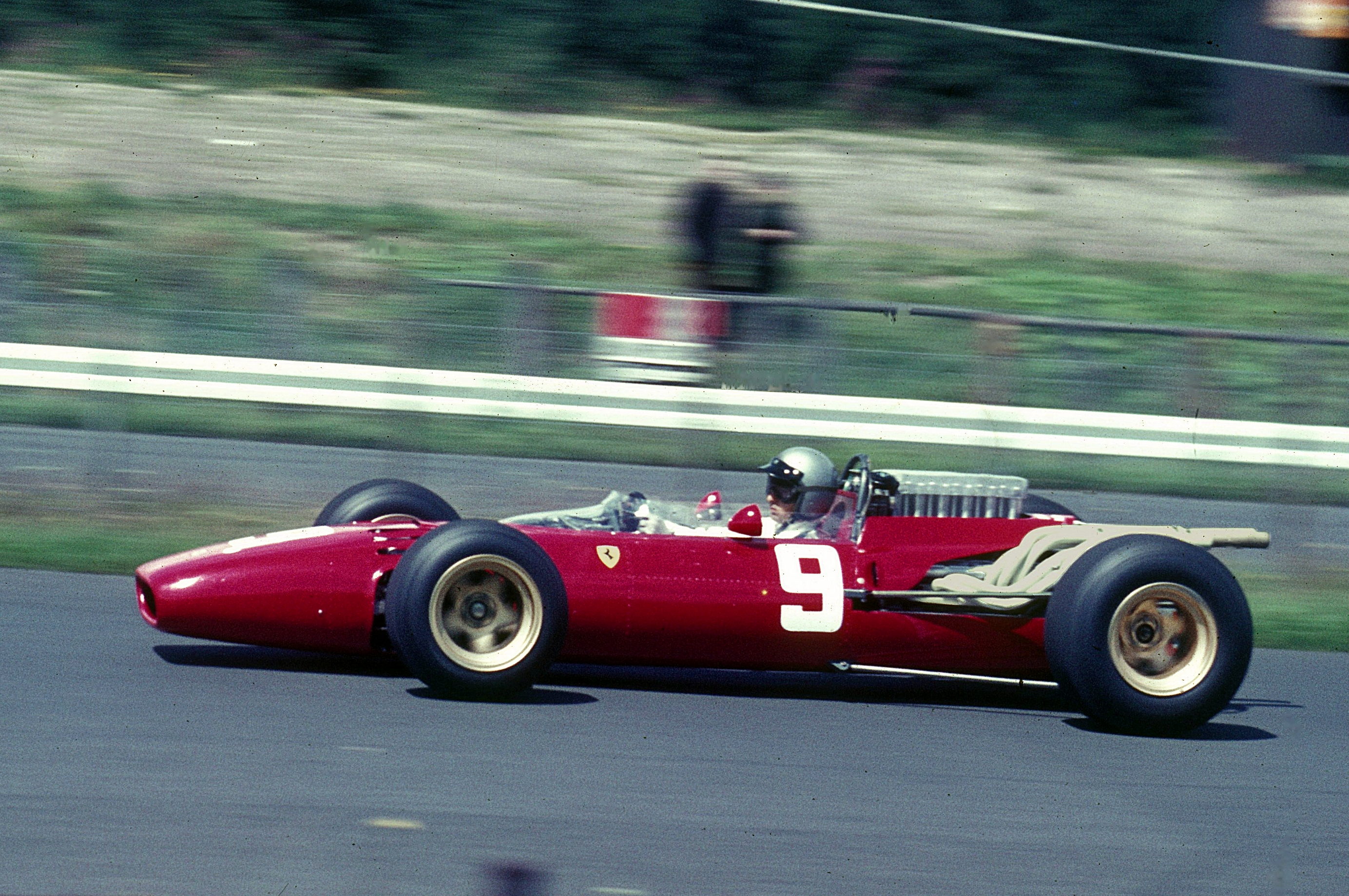
フェラーリ・312をドライブするバンディーニ（1966年ドイツGP）

1961年、第3戦ベルギーグランプリにてプライベート・クーパーからデビュー。この年は3戦に出走したが、最高位は8位と入賞はならなかった。翌1962年はプライベート・フェラーリから3戦に参加し、第2戦モナコグランプリでは初入賞を3位で飾っている。
1963年は第4戦フランスグランプリから最終戦の南アフリカグランプリまでの7戦に参加。当初はBRMから出走していたが、第7戦イタリアグランプリ以降はフェラーリのワークスチームに抜擢されジョン・サーティースのNo.2ドライバーとして出走したが、最高位は3度の5位に終わった。
1964年は躍進の年となる。計4度の表彰台を記録し、うち第7戦オーストリアグランプリでは初優勝。また最終戦メキシコグランプリでの3位は、ファイナルラップでサーティースに2位の座を譲った結果であり、逆転チャンプ獲得に貢献するものだった。しかし同時にこのレースでは、ランキングトップだったグラハム・ヒルに追突し後退させており、「意図的にぶつけたのではないか」とも噂された。
1965年・1966年もフェラーリから参戦。特に1966年は、サーティースがチームとの確執により開幕2戦で離脱したため、シーズン途中でNo.1ドライバーに昇格。エースとしての初陣となった第3フランスグランプリでは、予選で初のポールポジション（以下：PP）を獲得し、決勝でも優勝こそなかったもののファステストラップ（以下：FL）を記録。また、開幕戦のモナコグランプリでもFLを記録している。

#### 事故死
1967年はフェラーリが開幕戦南アフリカグランプリを欠場したため、第2戦モナコグランプリが初陣となった。バンディーニはレースの終盤、トップのデニス・ハルムに次ぐ2位を走行しており、その差は徐々に縮まってきていた。
しかし88周目にシケインでコントロールを失いクラッシュした。マシンはパーツをばら撒きながら横転し出火。さらに漏れたガソリンに引火して爆発した。炎上するマシンに長時間取り残されたバンディーニは大火傷を負い、3日後に病院で死亡した。31歳だった。
事故の際、現場のマーシャルたちが防火服を脱いでいたことから、消火作業が遅れた。さらに取材用のヘリコプターが接近しすぎたため鎮火しかけたマシンが再度炎上し、救出作業をより遅らせる結果となった。

### F1以外

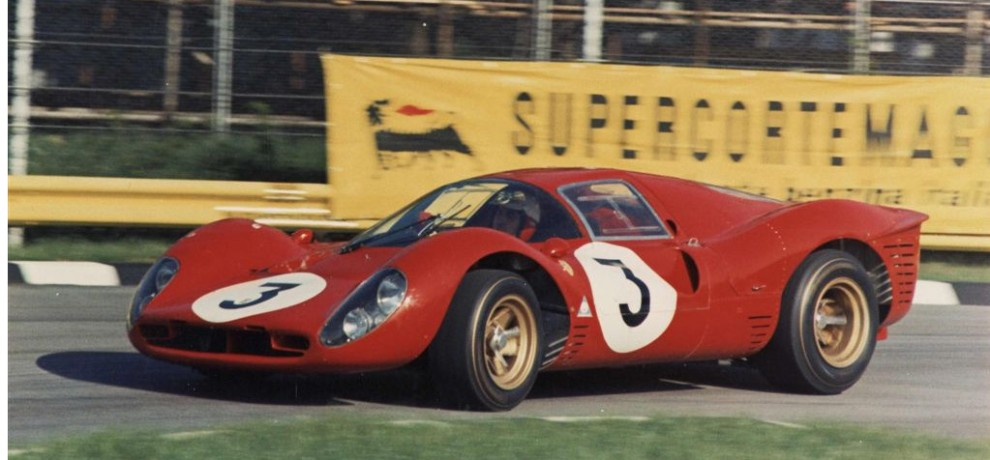
「スポーツカー世界選手権モンツァ1000km」にて、フェラーリ330 P4で優勝（1967年）

F1以外にスポーツカーレースにおいて活躍した。フェラーリ・250Pで1963年のル・マン24時間レースを制したのをはじめ、デイトナ24時間レース、セブリング12時間レースなどスポーツカー世界選手権で優勝経験がある。

## エピソード
- 活躍当時、イタリアでは国民的人気だったという。
- 事故死に際しイタリアのマスコミは過度にフェラーリを批判。エンツォ・フェラーリはこれにうんざりし、以後チームにイタリア人を乗せることを躊躇うようになったといわれている。

## ロレンツォ・バンディーニ賞
1992年にロレンツォ・バンディーニを追悼する意を込め、「ロレンツォ･バンディーニ賞」が設立された。モーターレーシングの成績やスピードの速さだけでなく、キャラクターやF1へのアプローチで強い印象を与えたドライバーに対して贈られる。基本的には前年活躍した若手F1ドライバーに贈られているが、ドライバーではなくF1関係者やチームに送られる場合もある。
この賞の特徴として毎回受賞者が異なり、複数回受賞した人物及び団体は現時点では存在しない。
| 年               | 受賞者                       |
| ---------------- | ---------------------------- |
| 1992年           | イヴァン・カペリ             |
| 1993年           | 該当者無し                   |
| 1995: for 1994年 | デビッド・クルサード         |
| 1996: for 1995年 | ジャック・ヴィルヌーヴ       |
| 1997: for 1996年 | ルカ・ディ・モンテゼーモロ   |
| 1998: for 1997年 | ジャンカルロ・フィジケラ     |
| 1999: for 1998年 | アレクサンダー・ヴルツ       |
| 2000: for 1999年 | ヤルノ・トゥルーリ           |
| 2001: for 2000年 | ジェンソン・バトン           |
| 2002: for 2001年 | ファン・パブロ・モントーヤ   |
| 2003: for 2002年 | ミハエル・シューマッハ       |
| 2004: for 2003年 | キミ・ライコネン             |
| 2005: for 2004年 | フェルナンド・アロンソ       |
| 2006: for 2005年 | マーク・ウェバー             |
| 2007: for 2006年 | フェリペ・マッサ             |
| 2008: for 2007年 | ロバート・クビサ             |
| 2009: for 2008年 | セバスチャン・ベッテル       |
| 2010: for 2009年 | ルイス・ハミルトン           |
| 2011: for 2010年 | ニコ・ロズベルグ             |
| 2012: for 2011年 | ブルーノ・セナ               |
| 2013: for 2012年 | ピエロ・ラルディ・フェラーリ |
| 2014: for 2013年 | ダニエル・リカルド           |
| 2015: for 2014年 | メルセデスAMG F1             |
| 2016: for 2015年 | マックス・フェルスタッペン   |
| 2017: for 2016年 | スクーデリア・フェラーリ     |
| 2018: for 2017年 | バルテリ・ボッタス           |
| 2019: for 2018年 | アントニオ・ジョヴィナッツィ |
| 2021: for 2019年 | シャルル・ルクレール         |
| 2022年           | ケビン・マグヌッセン         |
| 2023年           | ランド・ノリス               |
| 2024年           | ジョージ・ラッセル           |
| 2025年           | オスカー・ピアストリ         |

## レース戦績

### F1
| 年     | 所属チーム                    | シャシー | 1      | 2       | 3       | 4      | 5       | 6       | 7       | 8       | 9       | 10    | 11  | WDC       | ポイント |
| ------ | ----------------------------- | -------- | ------ | ------- | ------- | ------ | ------- | ------- | ------- | ------- | ------- | ----- | --- | --------- | -------- |
| 1961年 | クーパー/セントロ・スッド     | T53      | MON    | NED     | BEL Ret | FRA    | GBR 12  | GER Ret | ITA 8   | USA     |         |       |     | NC (20位) | 0        |
| 1962年 | フェラーリ                    | 156      | NED    | MON 3   | BEL     | FRA    | GBR     | GER Ret | ITA 8   | USA     | RSA     |       |     | 12位      | 4        |
| 1963年 | BRM/セントロ・スッド          | P57      | MON    | BEL     | NED     | FRA 10 | GBR 5   | GER Ret |         |         |         |       |     | 10位      | 6        |
| 1963年 | フェラーリ                    | 156      |        |         |         |        |         |         | ITA Ret | USA 5   | MEX Ret | RSA 5 |     | 10位      | 6        |
| 1964年 | フェラーリ                    | 156      | MON 10 |         |         |        | GBR 5   | GER 3   | AUT 1   |         |         |       |     | 4位       | 23       |
| 1964年 | フェラーリ                    | 158      |        | NED Ret | BEL Ret | FRA 9  |         |         |         | ITA 3   |         |       |     | 4位       | 23       |
| 1964年 | フェラーリ/ノース・アメリカン | 1512     |        |         |         |        |         |         |         |         | USA Ret | MEX 3 |     | 4位       | 23       |
| 1965年 | フェラーリ                    | 1512     | RSA 15 | MON 2   | BEL 9   | FRA 8  |         |         |         | ITA 4   | USA 4   | MEX 8 |     | 6位       | 13       |
| 1965年 | フェラーリ                    | 158      |        |         |         |        | GBR Ret | NED 9   | GER 6   |         |         |       |     | 6位       | 13       |
| 1966年 | フェラーリ                    | 246      | MON 2  | BEL 3   |         |        |         |         |         |         |         |       |     | 9位       | 12       |
| 1966年 | フェラーリ                    | 312/66   |        |         | FRA NC  | GBR    | NED 6   | GER 6   | ITA Ret | USA Ret | MEX     |       |     | 9位       | 12       |
| 1967年 | フェラーリ                    | 312/67   | RSA    | MON Ret | NED     | BEL    | FRA     | GBR     | GER     | CAN     | ITA     | USA   | MEX | NC (29位) | 0        |

- 太字はポールポジション、斜字はファステストラップ。(key)

### ル・マン24時間レース
| 年     | チーム               | コ・ドライバー                 | 使用車両             | クラス | 周回 | 総合順位 | クラス順位 |
| ------ | -------------------- | ------------------------------ | -------------------- | ------ | ---- | -------- | ---------- |
| 1962年 | SPA フェラーリ SEFAC | マイク・パークス               | フェラーリ 330LM GTO | E +3.0 | 56   | DNF      | DNF        |
| 1963年 | SPA フェラーリ SEFAC | ルドヴィコ・スカルフィオッティ | フェラーリ・250P     | P 3.0  | 339  | 1位      | 1位        |
| 1964年 | SPA フェラーリ SEFAC | ジョン・サーティース           | フェラーリ・330P     | P 5.0  | 337  | 3位      | 3位        |
| 1965年 | SPA フェラーリ SEFAC | ジャンピエロ・ブキリ           | フェラーリ・275P2    | P 4.0  | 221  | DNF      | DNF        |
| 1966年 | SPA フェラーリ SEFAC | ジャン・ギシェ                 | フェラーリ・330P3    | P 5.0  | 226  | DNF      | DNF        |